# Hjuksnorträsket
Hjuksnorträsket är en sjö i Vindelns kommun i Västerbotten och ingår i Umeälvens huvudavrinningsområde. Sjön har en area på 0,602 kvadratkilometer och ligger 243,2 meter över havet. Sjön avvattnas av vattendraget Hjuksån.

## Delavrinningsområde
Hjuksnorträsket ingår i det delavrinningsområde (715418-168822) som SMHI kallar för Ovan Aggbäcken. Medelhöjden är 261 meter över havet och ytan är 8,27 kvadratkilometer. Räknas de 11 avrinningsområdena uppströms in blir den ackumulerade arean 63,35 kvadratkilometer. Hjuksån som avvattnar avrinningsområdet har biflödesordning 3, vilket innebär att vattnet flödar genom totalt 3 vattendrag innan det når havet efter 124 kilometer. Avrinningsområdet består mestadels av skog (89 procent). Avrinningsområdet har 0,71 kvadratkilometer vattenytor vilket ger det en sjöprocent på 8,6 procent.